# 適応外使用
適応外使用（てきおうがいしよう、英語: Off-label use）とは、薬事承認されていない効能・効果、あるいは用法・用量で使用することである。適応外処方と書かれることもある。日本においては、一部の例外を除き適応外使用は保険適用されない。適応外使用では、有効性だけでなく、その用法における安全性についても定まったものではなく、利益と危険性を正しく判断することができない。適応外の広告は禁じられている。
日本おいては、海外での承認と使用実績があるのに日本での承認がないとか、遅れているドラッグ・ラグの問題がある。取り組みがなされており上記の広義の適応外使用のうち、選定がなされた事例について保険適用されるものが狭義の適応外使用である。また日本の保険制度上、適応となる保険病名によってその承認された効能以外に使用することもある。それ以外は原則として自由診療扱いとなる。
一方で、警告枠に警告が記載されているにもかかわらずなされた、適応外使用の販売促進活動などに関しては、アメリカでは高額の罰金が課されている。

## アメリカ
連邦食品・医薬品・化粧品法は、1962年から薬剤の有効性の概念を設け、2回の適切な対照を置いた臨床試験によって有効性が示されれば、薬は承認されることとなった。つまり、医薬品による利益が危険性を上回るということを証明する証拠が必要とされる。
そして、適応外使用についての法的根拠として、連邦規則集の201.56(c)が、安全性についての不適切な証拠や、有効性についての本質的な証拠が不足する場合には、薬剤が使用されるように指示されたり要求できないということを定めている。202.1は、フェア・バランスについてであり、効果と副作用など矛盾する事柄は、似たような範囲、深さ、詳細さによって示されなければならないことを定めている。承認された用法に含まれない効果は再び2回以上の適切な対照を置いた臨床試験で示す必要があり、企業は承認された範囲内で進言や指示を行うことができ、また宣伝広告をする際には、有効性だけでなく危険性についても等しく強調する必要がある。

### 対策
デクスフェンフルラミンが適応外使用され、（最も目立つ）黒枠警告欄に記載されたものも含む重篤な副作用のため1997年には回収措置がとられた。
適応外使用の販売促進を含め製薬会社に高額の罰金が課されている。
- ファイザー、2009年23億ドル、抗リウマチ剤のベクストラ（バルデコキシブ（英語版））を承認外拡大使用のため[2]。
- イーライリリー、2009年14億ドル以上、抗精神病薬のジプレキサ（オランザピン）を認知症や小児の注意欠陥多動性障害(ADHD)に対しての適応外使用促進のため[2]。
- ブリストル・マイヤーズ スクイブ、2007年5.15億ドル、抗精神病薬のエビリファイ（アリピプラゾール）を小児領域や、認知症に対する適用外使用の促進のため[2]。
- パーデュー・ファーマ、2007年6.34億ドル、オキシコンチン（オキシコドン）を承認以外の疼痛への使用促進のため[2]。
- セファロン（英語版）、フェンタニルを承認外の腰痛や片頭痛への適応外使用の促進のため[2]。

2009年には、オンラインの広告にて危険性についての十分な情報がないため14の製薬会社を警告しており、ほかにも例えばノバルティス社は製薬会社が後援していることを明かすことなく、がんについての3つのサイトを運用し、未承認の使用や投与量の情報提供を行っていた。

## イギリス
英国では医師による適応外使用が可能である。英国医事委員会 (GMC)によれば、適応外使用の際には、それが他の選択肢よりも患者ニーズに合致しており、かつその安全性と効果性が根拠と経験によって支持されていなければならないとしている。
- アステラス製薬 - エンザルタミドの適応外使用のプロモーションの実施について、その報告で「大きな欺瞞」を行ったとして英国製薬産業協会（英語版） (ABPI)から一年間の除名処分。[9]

## 日本
日本でも同様に、製薬会社は対照試験による治験を行って有効性が示された効能・効果に限って、その効能・効果を謳うことができる。医薬品医療機器等法の第68条が、承認されていない医薬品の製造方法、効能、効果、性能に関する虚偽または誇大広告を禁じているためである。また広告が虚偽、誇大とならないようするための、厚生労働省の通知「医薬品等適正広告基準について」によって、承認された効果・効能の範囲を超えないようにするなどの基準が定められている。日本の保険制度上、適応となる保険病名によってその承認された効能以外に使用することもある。
公的な学会が適応外使用の薬剤についてのエビデンスを調査する場合はある。日本皮膚科学会による尋常性痤瘡治療のガイドラインでは、保険適応を関係なく証拠を調査した上で、適応取得に従って推奨度を決定している。
日本医師会の簡単なQ&Aのページでは、適応外使用を認めると重大な健康被害が広がる恐れがあるとの、否定的な見解を示している。
医薬品を使用して副作用が生じた際に、医薬品副作用被害救済制度があるが、これは用法用量また諸注意を守った適正な使用においてのみ対象となるため、原則的に適応外使用は対象外である。
日本では、1995年にダナゾールの適応外使用による副作用が問題となってから対策が考えられてきた。

## 日本の健康保険上の扱い
薬事承認を受けていない医薬品や承認内容に含まれない目的での使用であっても、条件によっては保険適用が認められたり、あるいは、保険外併用療養費（旧特定療養費）として保険診療と併用できるものがある。
| 種類                       | 種類                   | 種類                   | 高度医療         | 治験             | 公知申請後薬事承認前 | 55年通知 |
| -------------------------- | ---------------------- | ---------------------- | ---------------- | ---------------- | -------------------- | -------- |
| 国際的に実績のない新薬     | 国際的に実績のない新薬 | 国際的に実績のない新薬 | 保険外併用療養費 | 保険外併用療養費 | (対象外)             | (対象外) |
| 海外で承認済み日本未承認薬 |                        |                        | 保険外併用療養費 | 保険外併用療養費 | (対象外)             | (対象外) |
| 承認済適応外薬             | 再審査期間中           | 事前審査前             | 保険外併用療養費 | 保険外併用療養費 | 保険外併用療養費     | (対象外) |
| 承認済適応外薬             | 再審査期間中           | 事前審査後             | 保険外併用療養費 | (治験不要)       | 保険適用             | (対象外) |
| 承認済適応外薬             | 再審査終了済           | 科学的根拠なし         | (対象外)         | 保険外併用療養費 | (対象外)             | (対象外) |
| 承認済適応外薬             | 再審査終了済           | 科学的根拠あり         | (55年通知適用可) | (55年通知適用可) | (55年通知適用可)     | 保険適用 |

### 55年通知
1980年9月3日、厚生省保険局長は、社会保険診療報酬支払基金理事長あて、「有効性及び安全性の確認された医薬品を薬理作用に基づいて処方した場合の取扱いについては、学術上誤りなきを期し一層の適正化を図ること。診療報酬明細書の医薬品の審査に当たっては、厚生大臣の承認した効能効果等を機械的に適用することによって都道府県の間においてアンバランスを来すことのないようにすること。」と通知した（55年通知）。
2002年11月14日、この通知について武見敬三参議院議員（当時）が第155回国会で「適応外処方についての医師の裁量性を認めた局長通知であるというふうに私は理解をしている」と質問したところ、真野章厚生労働省保険局長（当時）は「今、先生御指摘ありましたように、保険診療におきます医薬品の取扱いにつきまして、効能効果等により機械的に判断するのではなく、患者の疾患や病態等を勘案し、医学的な見地から個々の症例に応じて適切に判断が行われるべきもの」と回答している。
2004年3月18日、千葉社会保険事務局指導医療官が適応外処方を特定療養費扱いしていることについて、第159回国会で同議員が「適応外処方についてこれを特定療養費扱いにするという方針は、これはもう既にこのような形で確定をし、実施されておるんですか」と質問したところ、辻哲夫厚生労働省保険局長（当時）は特定療養費扱いになるものは「近年開発されてきた分子標的薬のように、長期的な効果や安全性などが明らかでなく、言わば全く新しいタイプのもの」に限定した方針であって「再審査期間を終了するなど有効性、安全性が確認されている医薬品について、薬理作用に基づき学術上誤りのない処方を行った場合においては、いわゆる適応外処方についても個別事例に即して審査を行い、保険請求が認められ、患者の薬剤負担が三割とされてきたということにつきましての取扱いを変えるものではない」と回答している。
2009年9月15日、厚生労働省保険局医療課長と厚生労働省保険局歯科医療管理官の連名の通知により、適応外処方の全国統一的な対応をとるために、審査情報提供検討委員会において検討が行われた事例について情報を公開している。尚、「本提供事例に示された適否が、すべての個別診療内容に係る審査において、画一的あるいは一律的に適用されるものでないことにご留意ください。」とも書かれている。

### 公知申請
十分な科学的根拠のある適応外使用については、公知申請により、臨床試験の全部又は一部を新たに実施することなく効能又は効果等の承認が可能であるが、公知申請が受理された適応外薬については、保険外併用療養費制度の評価療養として保険診療との併用が可能である。
1997年には、津谷喜一郎らによって、根拠に基づく医療に基づいて適応外使用の証拠のシステマティック・レビューを行う試みがなされ、1999年2月にはこれに基づいて、「適応外使用に係る医療用医薬品の取り扱いについて」が通知され、これに基づく承認は公知申請と呼ばれる。通知は、通称「2課長通知」と呼ばれ、厚生省健康政策局研究開発振興課長と厚生省医薬安全局審査管理課長による通達であったことが理由である。
また、2010年8月30日、厚生労働省保険局医療課長の通知により、薬事・食品衛生審議会において事前評価が終了し公知申請を行っても差し支えないと結論づけられた医薬品ついては、薬事承認前であっても保険適用とすることになった。

### 高度医療
2004年に、「保険収載された新薬の適応外投与」が、特定療養費の選定療養として保険診療と併用可能となった。特定療養費は、保険外併用療養費の制度へとつながる。
これについて、千葉社会保険事務局指導医療官が55年通知で保険適用された適応外処方まで特定療養費扱いする資料を作成するなどの混乱が見られた。第159回国会で武見敬三参議院議員（当時）の質問に対する辻哲夫厚生労働省保険局長（当時）の回答より、特定療養費扱いになるのは「近年開発されてきた分子標的薬のように、長期的な効果や安全性などが明らかでなく、言わば全く新しいタイプのもの」に限定され、「再審査期間を終了するなど有効性、安全性が確認されている医薬品」についての取り扱いは変更しない旨、確認されている。2006年、健康保険法等の一部を改正する法律において、保険収載された新薬の適応外投与だけでなく未承認薬の投与も含めて保険外併用療養費制度の評価療養に組み込まれた。

### 治験
1996年、特定療養費の制度（保険外併用療養費の前身）における選定療養として、医薬品の治験に係る診療は保険診療と併用可能となった。2006年、健康保険法等の一部を改正する法律において、医薬品の治験に係る診療は保険外併用療養費制度の評価療養に組み込まれた。